# Jean Chalopin
Jean Chalopin (Saint-Christophe-des-Bois, 31 de maio de 1950) é um produtor de televisão, roteirista e diretor de cinema francês.
Em 1971, Jean Chalopin cria a Audivisuel DIC, que se tornou a DiC Entertainment; dirigiu e produziu inúmeros desenhos animados, muitas vezes em co-produções internacionais.
Eis algumas produções nas quais Jean Chalopin colaborou.
- Jayce et les Conquérants de la Lumière
- Ulysses 31
- Popples
- Inspector Gadget
- Heathcliff and the Cattilac Cats
- Pole Position
- The Adventures of T-Rex
- The Get Along Gang
- Dennis the Menace
- The Real Ghostbusters